# Germán Escallón
Germán Escallón Camacho (Bogotá, 8 de marzo de 1954) es un actor, libretista y Director de cine colombiano. Es reconocido principalmente por su papel como Nerón Navarrete en la popular Serie de Televisión colombiana N.N.

## Biografía
Germán Escallón nació en Bogotá y comenzó a hacer teatro con sus amigos, después de lo cual estudió Artes teatrales en la Escuela Nacional de Arte Dramático (ENAD). Estuvo en el Teatro Libre y ha dictado clases de Arte dramático. Se presentó por primera vez en la serie Oro, y ganó el Premio Simón Bolívar al mejor guion con la telenovela Amar y vivir. En 1990 participó en la exitosa serie N.N. con Jorge Herrera, Flor Vargas y Juan Pablo Franco.

## Filmografía

### Televisión
- Viejitos en fuga (2023)[4] — Gabito
- Lala's Spa (2021) — Abogado Riquito
- La de troya 2 (2020) — Ribero
- El man es Germán (2019) — Don Lucas Siniestra 'Copito'[5]
- La de troya (2018) — Ribero
- Garzón (2018) — El Padre Cuervo
- La ley del corazón (2016-2017)
- ¿Quién mató a Patricia Soler? (2015) — Don Roque Jefe de Rodrigo
- Dr. Mata  (2014) — Cipriano
- Chica vampiro  (2013) — Francisco Agudelo
- Amor de carnaval (2012)
- El man es Germán  (2011-2012) — Calixto López Padre
- A corazón abierto (2010) — Fiscal Fidel Angulo
- Niños ricos, pobres padres (2009) — Gonzalo Zuluaga
- La bella Ceci y el imprudente  (2009) — Milton Zafra Leguizamón
- El capo (2009) — Rastrojo
- Amor en custodia  (2008) — El Holandés
- Aquí no hay quien viva (2008) — Julián (Ep: erase un famoso)
- Hasta que la plata nos separe  (2007) — "El poeta"
- El pasado no perdona (2005) — Jimenez
- Historias de hombres sólo para mujeres (2002)
- Pedro el Escamoso (2001) — Arnoldo Aguirre
- La mujer del presidente  (1997) — El Gozque
- Fronteras del regreso (1992)
- N. N.  (1990) — Nerón Navarrete 'N.N.'
- Los hijos de los ausentes (1988)
- Las muertes ajenas (1987)
- Navarro (1987)
- Oro (1986)
- Don Chinche  (1985)

### Cine
- María Cano (1990)

### Libretista
- Así es la vida  (2007)
- Fronteras del regreso (1992)
- N. N. (1990)
- Amar y vivir (1988)

## Premios y nominaciones

### Premios India Catalina
| Año  | Categoría                         | Telenovela o Serie | Resultado |
| ---- | --------------------------------- | ------------------ | --------- |
| 1992 | Mejor Actor                       | N. N.              | Nominado  |
| 1989 | Mejor historia y libreto original | Amar y vivir       | Ganador   |
| 1987 | Mejor actor revelación del año    | Oro                | Ganador   |

### Premios Simón Bolívar
| Año  | Categoría      | Telenovela o Serie | Resultado |
| ---- | -------------- | ------------------ | --------- |
| 1988 | Mejor Libretos | Amar y vivir       | Ganador   |